# Voißel
Voißel ist ein Ort am Nordrand der Eifel, der zur Stadt Mechernich im Kreis Euskirchen gehört. Er liegt am Rand des Nationalparks Eifel. Durch den Ort führt die der Kreisstraße 27 von Bleibuir zur Wallenthalerhöhe.

## Geschichte
Der Dorfname Voißel hat im Wandel der Zeit viele unterschiedliche Schreibweisen durchlaufen:
- 1493, Foissel
- 1546, Fosselen
- 1646, Vossel
- 1791, Voihsel
- und seit ca. dem Jahre 1955 wird der Name „Voißel“ geschrieben.

Die Herkunft des Namens ist bisher nicht eindeutig gesichert und es gibt derzeit zwei vage Vermutungen:
- Fossa = Graben (in Anlehnung an den Graben, in dem das Dorf liegt)
- Vos = Fuchs (Fuchsgehege, „hier haben sich sprichwörtlich die Füchse gute Nacht gesagt“)

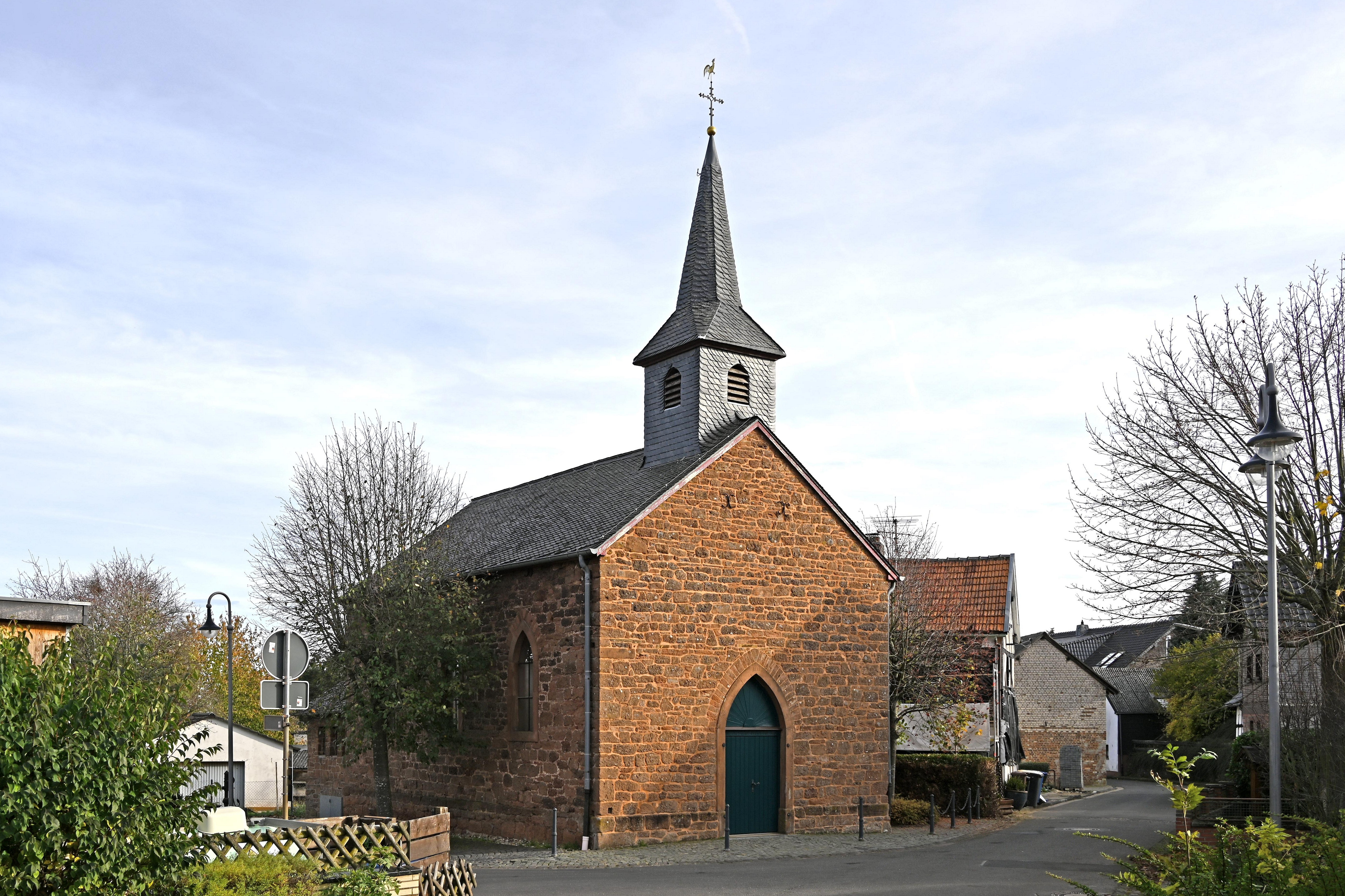
St. Antoniuskapelle von 1854

## Bauwerke

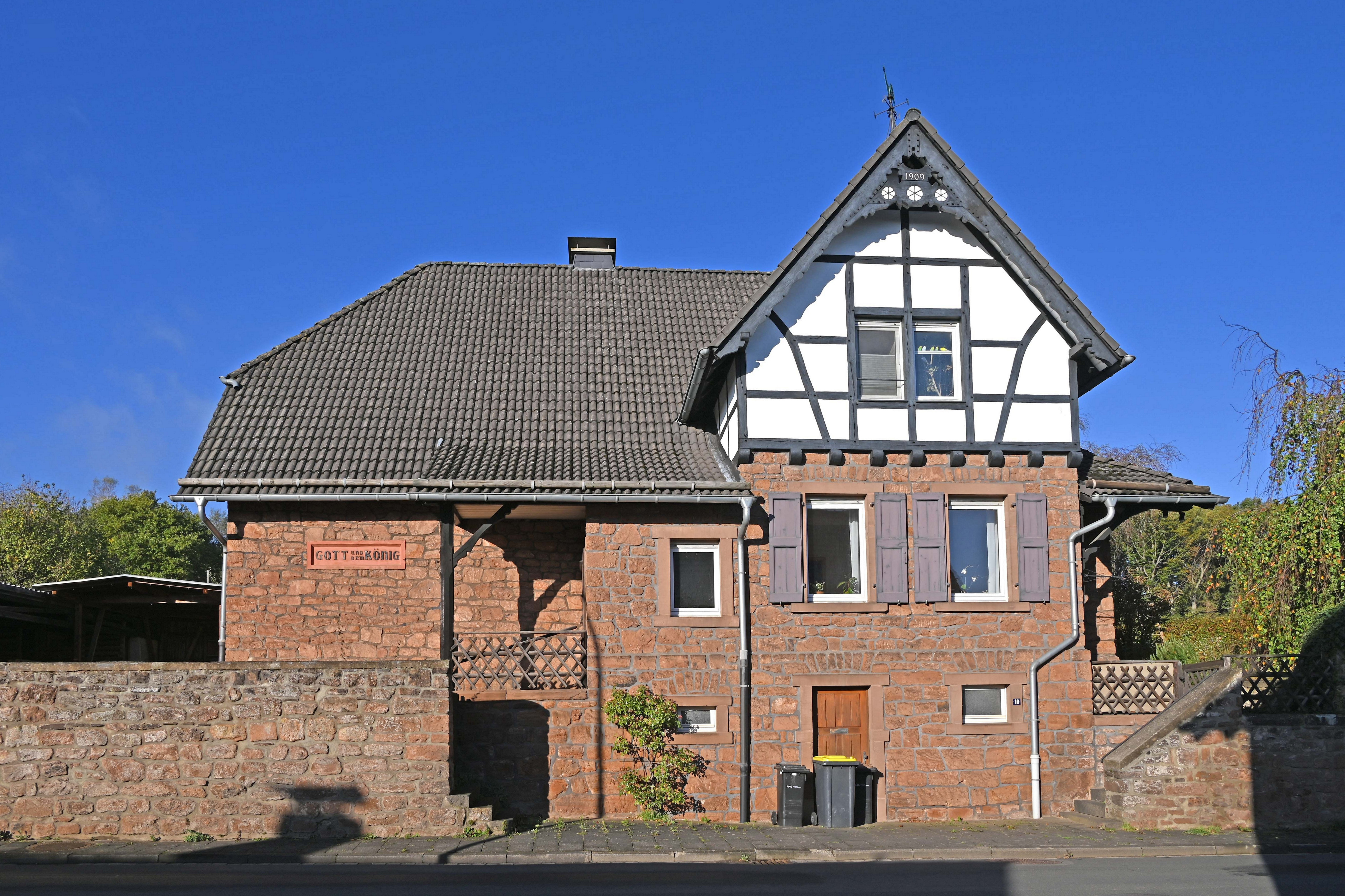
Alte Voißeler Schule (1909) mit der Aufschrift „Gott und dem König“

### Antonius-Kapelle
| Kurzchronik | Kurzchronik                                                             |
| ----------- | ----------------------------------------------------------------------- |
| 1845        | Erstellung Bauplan durch Werkmeister Heiliger                           |
| 1846        | Beschlussfassung zum Neubau der Kapelle                                 |
| 1854        | Grundsteinlegung                                                        |
| 1855        | Baubeginn                                                               |
| 1873        | Benedizierung am 13. Juni zu Ehren des Schutzpatrons Antonius von Padua |
| 1879        | Guss der Kirchenglocke durch D. Rodenmacher                             |
| 1925        | Die Kapelle erhält elektrisches Licht                                   |

### Alte Dorfschule
Die alte Dorfschule an der Ritterstraße (K27) war eine einzügige Schule. Das Gebäude mit der markanten Aufschrift „Gott und dem König“ wird heute als Wohnhaus genutzt.

## Verkehr

### Busverkehr
Die VRS-Buslinie 897 der Firma Karl Schäfer Omnibusreisen verbindet den Ort mit Mechernich und den Nachbarorten. Die Fahrten verkehren überwiegend als TaxiBusPlus im Bedarfsverkehr.
| Linie | Verlauf |
| ----- | --- |
| 897   | MiKE (außer im Schülerverkehr): (Roggendorf – Denrath – Wallenthal –) Voißel – Wielspütz – Bergbuir – Bleibuir – Bescheid – Lückerath – Schützendorf – (Denrath –) Strempt – Mechernich Bf – Mechernich Stiftsweg |

### Radwege
Durch den Ort führt der Radfernweg Eifel-Höhen-Route, die als Rundkurs um und durch den Nationalpark Eifel verläuft.